# Jimmy De Wulf
Jimmy De Wulf (Blankenberge, 9 juni 1980) is een Belgische voetbaltrainer en voormalig voetballer. De Wulf was een verdediger. Sinds 21 maart 2025 is hij hoofdtrainer bij Cercle Brugge.

## Spelerscarrière
Hij begon zijn loopbaan bij de jeugd van SV Blankenberge, en kon op twaalfjarige leeftijd kiezen tussen Standard Luik en Club Brugge. Logischerwijs koos de Blankenbergenaar voor het nabijgelegen Club Brugge. Hij ontpopte zich als centrale verdediger tot een van de beste jeugdspelers van België, en werd vele keren geselecteerd voor de nationale jeugdploegen. Op zijn achttiende kreeg hij een contract voor vijf jaar voor de A-kern. Onder Trond Sollied kwam hij niet veel in actie (enkel de tweede helft op RSC Anderlecht), en hij werd samen met Koen Schockaert zes maanden uitgeleend aan de Noorse eersteklasser, Tromsø IL. Daar speelde hij prima en de Noorse ploeg wilde hem definitief aanwerven, maar Club Brugge hield een transfer tegen. De Wulf raakte het uiteindelijk beu telkens naast de basis te vallen, en zette Club Brugge onder druk om weg te mogen. Hij werd een jaar uitgeleend aan Cercle Brugge, waar hij een prima seizoen speelde.
Door de goede relatie tussen Michel D'Hooghe, voorzitter Club Brugge, en Frans Schotte, voorzitter Cercle Brugge, werd Jimmy het jaar daarop tegen financieel gunstige voorwaarden definitief getransfereerd naar groen-zwart. Voor een fanatieke minderheid onder de Cercle-supporters lag de overgang gevoelig, maar het grootste deel van het publiek ontving hem met open armen. Hij speelde uiteindelijk 138 competitiewedstrijden voor Cercle en was zelfs regelmatig kapitein.
In het seizoen 2007–2008 verloor hij, na een desastreuze prestatie tegen FC Dender, zijn basisplaats aan Anthony Portier. De rest van het seizoen moest hij het stellen met invalbeurten, en op het einde van dat seizoen kreeg hij te horen dat hij naar een andere ploeg mocht uitkijken. Hij werd uiteindelijk voor één seizoen uitgeleend aan KV Oostende.
Op 2 september 2009 tekende De Wulf een contract bij het Cypriotische Enosis Neon Paralimni. Hij beëindigde zijn spelersloopbaan na het seizoen 2012/13 bij KVV Coxyde.

## Statistieken
| seizoen | club                  | land      | competitie     | wed. | goals |
| ------- | --------------------- | --------- | -------------- | ---- | ----- |
| 2000-01 | Club Brugge           | België    | Jupiler League | 1    | 0     |
| 2001    | Tromsø IL             | Noorwegen | Tippeligaen    | NB   | NB    |
| 2001-03 | Club Brugge           | België    | Jupiler League | 0    | 0     |
| 2003/04 | Cercle Brugge         | België    | Jupiler League | 33   | 3     |
| 2004/05 | Cercle Brugge         | België    | Jupiler League | 31   | 0     |
| 2005/06 | Cercle Brugge         | België    | Jupiler League | 31   | 0     |
| 2006/07 | Cercle Brugge         | België    | Jupiler League | 28   | 0     |
| 2007/08 | Cercle Brugge         | België    | Jupiler League | 15   | 0     |
| 2008/09 | KV Oostende (huur)    | België    | Exqi League    | 33   | 0     |
| 2009/10 | Enosis Neon Paralimni | Cyprus    | A Divizion     | 28   | 2     |
| 2010/11 | Enosis Neon Paralimni | Cyprus    | A Divizion     | 29   | 1     |
| 2011/12 | Enosis Neon Paralimni | Cyprus    | A Divizion     | 31   | 1     |
| 2012/13 | KVV Coxyde            | België    | Derde klasse A | 20   | 0     |
|         |                       |           | Totaal         | 293  | 7     |

## Trainerscarrière
De Wulf werd in 2014 trainer van de U17 van Cercle Brugge. In het seizoen 2015–2016 trainde hij samen met Sven Charita de beloften van Cercle Brugge. Sinds het seizoen 2016 is hij samen met Wouter Artz actief als coach van de U21. Vanaf het seizoen 2021-2022 was hij assistent-coach onder achtereenvolgens Yves Vanderhaeghe, Dominik Thalhammer, Miron Muslic en Ferdinand Feldhofer. Toen die laatste in maart 2025 ontslagen werd, kreeg De Wulf zijn kans als hoofdcoach. Zijn opdracht was om Cercle te verzekeren van het behoud in de Relegation play-offs. 